# エドゥアール2世 (バル伯)
エドゥアール2世（フランス語：Édouard II, 1340年ごろ - 1352年5月）は、バル伯（在位：1344年 - 1352年）。バル伯アンリ4世とヨランド・ド・ダンピエールの長男で、幼年の間、1349年10月10日まで母ヨランドがバル伯領を支配した。
エドゥアール2世は1352年に嗣子なく死去し、弟ロベール1世がバル伯位を継承した。